# Анастасия (мультфильм)
«Анастаси́я» (англ. Anastasia) — американский полнометражный мультипликационный фильм в стиле фэнтези, созданный компанией 20th Century Fox. Режиссёры — Дон Блут и Гари Голдман. Мультфильм создан методом ротоскопирования и с применением трёхмерной графики. Мировая премьера состоялась 14 ноября 1997 года.
Блуту и Голдману был предложен выбор между созданием мультипликационной версии к фильму «Анастасия» 1956 года, основанной на одноимённой пьесе Марсель Морет (1955), или к мюзиклу «Моя прекрасная леди». Выбор пал на «Анастасию», где сюжет основывался на легенде о великой княжне Анастасии Николаевне Романовой, которая будто бы выжила после расстрела царской семьи и пытается вспомнить прошлое.
Главные роли в оригинале озвучивали Мег Райан, Джон Кьюсак, Хэнк Азария, Кристофер Ллойд, Кирстен Данст и Анджела Лэнсбери.
Мультфильм был хорошо принят зрителями, заработав в прокате 140 миллионов долларов, и по две номинации премии «Оскар» и «Золотой глобус» за лучшую песню. После принятия «Закона об информации» он получил оценку «12+», означающую, что он не предназначен для просмотра зрителями, не достигшими возраста 12 лет.

## Сюжет
Действие происходит в 1916—1927 годах в России и во Франции. Во время празднования 300-летия дома Романовых в 1913 году в Екатерининском дворце восьмилетней княжне Анастасии Романовой, дочери последнего российского императора Николая II, её бабушка, вдовствующая императрица Мария Фёдоровна, дарит кулон с надписью по-французски «До встречи в Париже» и музыкальную шкатулку, которая открывается с помощью кулона.
Бал расстраивает злобный повелитель тёмных сил, Григорий Распутин, некогда бывший советником при царском дворе до того, как его изгнали за измену, за что он поклялся отомстить и продал свою душу Дьяволу в обмен на магическую колбу-артефакт, в которой заключены тёмные силы. Он проклинает царскую семью и всю Россию в целом.
Через год начинается революция, красноармейцы берут штурмом Зимний дворец, и царской семье приходится бежать. Анастасии и её бабушке помогает сбежать мальчик, сын царской кухарки, с помощью прохода в стене. Они бегут к вокзалу через реку, но попадаются Распутину, однако под ним ломается лёд, и он тонет. Забегая на отходящий поезд, Анастасия поскальзывается и ударяется головой о перрон, бабушка кричит с набирающего ход поезда её имя, но им уже никто не может помочь.
Проходит 10 лет, в России устанавливается советская власть. Все эти годы Анастасия росла в детском доме под именем Аня, ничего не помня о себе и о трагической истории своего детства. Из прошлого у неё остался лишь золотой кулон с надписью по-французски. В 18 лет девушку направляют работать на завод. По пути она встает перед выбором: пойти на завод или отправиться в Санкт-Петербург, который её так манит. По воле судьбы нашедший её щенок, которого она прозвала Пушком, ведёт её в Петербург. Аня хочет взять билет до Парижа, но у неё нет визы. Старуха на вокзале советует найти некоего человека по имени Дмитрий, якобы тот поможет. Аня отправляется в заброшенный дворец — место обитания Дмитрия.
Всё это время, уже находясь в Париже, Мария Фёдоровна не оставляет надежд отыскать внучку и объявляет большую награду тому, кто найдёт и вернёт её. Зная это, петербургские аферисты Дмитрий и Владимир решают пойти на хитрость: найти похожую девушку, обучить её манерам и выдать за великую княжну. Они просмотрели сотни девушек, но всё неудачно.
Аня приходит во дворец, и её одолевают странные чувства, будто видения из прошлого. Дмитрий случайно находит девушку у одного из портретов царской семьи и поражается её сходству с потерянной княжной. Дмитрий и Владимир считают, что нашли то, что так долго искали, и начинают обучать Аню.
В это же самое время оказавшийся поблизости помощник Распутина, летучая мышь-альбинос по имени Барток, замечает, что силы артефакта своего хозяина пробудились присутствием Анастасии; артефакт тащит его в лимб, где он находит заточённого здесь Распутина. Услышав, что Анастасия жива и избежала проклятия, Распутин впадает в неистовство и жаждет отомстить с новой силой. Он посылает демонических миньонов из своего артефакта, чтобы уничтожить Анастасию.
Четвёрка героев (Аня, Пушок, Дмитрий и Владимир) начинают путь в Париж. Все это время Дмитрий учит её придворным манерам, а Владимир — истории семьи. Между Аней и Дмитрием зреют конфликты, но они объединяются во время опасных ситуаций. Так, во время поездки на поезде демоны Распутина рушат железнодорожный мост и пускают поезд в пропасть, вынуждая путешественников на ходу спрыгнуть в снег, а позже, находясь на пароходе, Аня видит страшный сон про её семью (ещё одна ловушка Распутина), и она чуть не выпадает за борт, но Дмитрий, разбуженный Пушком, спасает её в последний момент. Тогда Распутин решает самолично разобраться с Анастасией и отправляется с Бартоком на поверхность.
Прибывая в Париж, Владимир организует встречу со своей хорошей знакомой и кузиной Марии Фёдоровны, которая помогает ей в поисках Анастасии, — Софи. Она задаёт Ане несколько вопросов о прошлом княжны, на которые последняя даёт правильные ответы. Кроме того, она вспоминает, что её и бабушку спас мальчик, и Дмитрий понимает, что Аня и есть настоящая Анастасия, ведь тем самым мальчиком-спасителем был именно он.
Софи отправляется с Анастасией по магазинам, показывая Париж. Вечером они все идут в оперу Гарнье для встречи с бывшей императрицей. Дмитрий встречается с Марией Фёдоровной и сообщает ей, что нашёл Анастасию. Но женщина, уставшая от 10 лет ложных обещаний, не верит ему, разоблачает в нём знаменитого афериста и выгоняет. Анастасия слышит их разговор, сердится на Дмитрия и, поссорившись с ним, уходит. Всё же Дмитрий крадёт машину Марии Фёдоровны и везёт её к Анастасии, а чтобы быть ещё убедительней в реальном происхождении Анастасии, он показывает музыкальную шкатулку, выпавшую у девочки 10 лет назад.
Мария Фёдоровна навещает Анастасию, собирающую чемоданы. Императрица холодно относится к девушке и хочет уйти, но уже на выходе Анастасия чувствует запах крема для рук, который использует императрица. Она вспоминает, как в детстве нечаянно разлила флакон и запах на ковре напоминал ей о бабушке. Мария Фёдоровна достаёт музыкальную шкатулку, и Анастасия, вставляя кулон, открывает её. Обе женщины счастливо обнимаются.
На следующий день Мария Фёдоровна выдаёт Дмитрию обещанное вознаграждение в размере 10 миллионов рублей и узнаёт в нём мальчика-слугу, который когда-то спас их от осады во дворце. Однако Дмитрий, к её удивлению, отказывается от денег и говорит, что уезжает домой в Россию: хотя Анастасия стала ему близка, он рад, что она вернулась к бабушке, и не желает их разлучать. Мария Фёдоровна понимает, что Дмитрий влюблён в Анастасию.
Анастасия беседует с бабушкой, вспоминая прошлое и готовясь к балу по случаю возвращения внучки. Вечером Мария сообщает внучке о решении Дмитрия. Анастасия в роскошном платье собирается выйти к гостям, но внезапно Пушок убегает на улицу, Анастасия следует за ним до моста Александра III (назван в честь её деда), где её уже поджидает Распутин. Между ними завязывается смертельная битва; на помощь Анастасии неожиданно приходит Дмитрий, но из-за атаки заколдованной Распутиным статуи Чёрного Пегаса он получает удар по голове и теряет сознание.
К концу смертельной битвы Анастасии попадается артефакт Распутина, и в порыве ярости она растаптывает его ногой, мстя злодею за Дмитрия, свою семью и себя саму. Так как душа Распутина была связана с артефактом, он погибает: демоны восстают против своего хозяина и убивают его, а тело Распутина обращается в кучу пепла, которую развеивает ветер. Со смертью Распутина проклятие рода Романовых и всей России в целом прекращается навсегда.
После победы над тёмным владыкой пришедший в себя Дмитрий и Анастасия мирятся и признаются друг другу в чувствах. Они сбегают в Россию на корабле в этот же вечер. Анастасия шлёт бабушке и Софи прощальное письмо с обещанием когда-нибудь вернуться. Софи считает это прекрасным финалом, Мария Фёдоровна же возражает, считая это прекрасным началом. Бартока, наблюдавшего за отплытием Анастасии и Дмитрия, нашла летучая мышь-самка, и он в неё влюбился.

## Роли озвучивали
| Действующее лицо                                               | Исполнитель                                   | Русский дубляж                                 |
| -------------------------------------------------------------- | --------------------------------------------- | ---------------------------------------------- |
| Анастасия Романова (она же Аня)                                | Мег Райан (речь)/ Лиз Кэллоуэй (вокал)        | Вера Воронкова (речь)/ Мария Кац (вокал)       |
| Дмитрий                                                        | Джон Кьюсак (речь)/Джонатан Докутчиц (вокал)  | Сергей Вещёв (речь)/ Андрей Красноусов (вокал) |
| Владимир Николаевич Войницкий                                  | Келси Грэммер                                 | Андрей Ярославцев (речь)                       |
| Григорий Распутин                                              | Кристофер Ллойд (речь)/ Джим Каммингс (вокал) | Александр Буйнов                               |
| Барток (летучая мышь Распутина)                                | Хэнк Азариа                                   | Игорь Письменный                               |
| Софья Станиславовна Сумарокова-Смирнова (она же Софи)          | Бернадетт Питерс                              | Лариса Голубкина                               |
| Анастасия в детстве                                            | Кирстен Данст (речь)/ Лейси Шабер (вокал)     |                                                |
| Мария Фёдоровна (бабушка Анастасии и вдовствующая императрица) | Анджела Лэнсбери                              | Ирина Губанова                                 |
| Царь Николай II                                                | Рик Джонс                                     | Николай Маликов                                |
| Слуга                                                          | Рик Джонс                                     |                                                |
| Солдат революции                                               | Рик Джонс                                     |                                                |
| Кассир билетной кассы                                          | Рик Джонс                                     |                                                |
| Буферкова (в оригинале — «Флегменкофф»)                        | Андреа Мартин                                 |                                                |
| Старуха                                                        | Андреа Мартин                                 |                                                |
| Дмитрий в детстве                                              | Гленн Уокер Харрис-младший                    |                                                |
| Актриса                                                        | Дебра Муни                                    |                                                |
| Путешественник                                                 | Артур Мэлет                                   |                                                |
| Дворецкий                                                      | Артур Мэлет                                   |                                                |
| Лже-Анастасия                                                  | Чарити Джеймс                                 |                                                |

#### Информация о русском дубляже
Мультфильм дублирован творческим коллективом «Central Production International Group» по заказу компании «Гемини Киномир» в 1998 году.
- Режиссёр дубляжа — Юлия Бирюкова

## Производство

### Создание
В мае 1994 года газета «Лос-Анджелес таймс» сообщила, что Дон Блут и Гэри Голдман подписали долгосрочный контракт о создании анимационных фильмов для «20th Century Fox». Студия потратила более 100 миллионов долларов на создание анимационной студии в Финиксе. В штате было современное цифровое оборудования для анимации и 300 художников и техников.
У создателей стоял выбор между адаптацией кинокартин «Король и я», «Анастасия» или «Моя прекрасная леди». Идея выбрать «Анастасию» возникла у генерального директора Fox Filmed Entertainment Билла Механика. Позже они адаптируют элементы пьесы «Пигмалион» (пьеса, на основе которой снята Моя прекрасная леди), когда бедняжка Аня превращается в королевскую особу.
В начале производства Блут и Голдман исследуют реальные события, привлекая бывших агентов ЦРУ, размещенных в Москве и Санкт-Петербурге. Примерно в то же время сценарист Эрик Тучман написал сценарий, но он был «очень взрослый, слишком основанный на реальности, о политике, без всякой магии или комедии». Блут и Гольдман решили, что история Анастасии и династии Романовых была слишком мрачной для их фильма.
В 1995 году Грэм и Сьюзен Готье переработали сценарий Тухмана в жизнеутверждающую романтическую комедию. Актриса Кэрри Фишер также сделала правки к фильму, особенно сцены, в которой Аня покидает приют.
Блут также не принял изображение Владимира Ленина и большевиков как шефа полиции с вендеттой против Анастасии. Вместо этого они решили, что Григорий Распутин будет отличным злодеем, так как «все они пытались уничтожить Распутина, и каким ужасным он был на самом деле». На самом деле Распутин был уже мёртв на момент смерти Романовых.
В дополнение к этому Блут создал идею Бартока, летучей мыши-альбиноса, помощника Распутина. «Я просто думал, что у злодея должен быть комический помощник, просто чтобы все знали, что смеяться было нормально. Летучая мышь казалась естественным другом для Распутина. Позже он сделал белую летучую мышь — просто чтобы выделить его».

### Кастинг
Блут заявил, что Мег Райан была его первым и единственным выбором для главной героини. Тем не менее, Райан не решалась принять роль из-за этих мрачных исторических событий. Чтобы убедить её, команда аниматоров взяла аудиоклип Энни Рид из фильма «Не спящие в Сиэтле» и создала на его основе анимационный ролик, который был показан для неё после приглашения в студию. И Райан приняла роль.
Кьюсак открыто признался после того, как его выбрали, что он не может петь, его песенные партии исполнял Джонатан Докутчиц.
Питер О’Тул был приглашён на роль Распутина, но позже взяли Кристофера Ллойда из-за его участия в трилогии «Назад в будущее». Барток был первоначально написан для Вуди Аллена, но студия не хотела нанимать его после истории о его отношениях с приёмной дочерью его бывшей партнерши Миа Фэрроу — Сун Йи Превин. Также рассматривался Мартин Шорт, но утвердили Хэнка Азария после десяти минут прослушивания.

### Музыка
Музыка была составлена Дэвидом Ньюманом, чей отец Альфред Ньюман написал партитуру для одноименного фильма 1956 года. Песни, из которых «Путешествие в прошлое», номинированная на премию Оскар за лучшую оригинальную песню, написана Линн Аренс и Стивеном Флаэрти.
Первая песня, которую они написали для проекта, была «Однажды в декабре»; она была написана во время сильной жары «так [они] потели и писали про зимние образы».

### Релиз
20th Century Fox планировалось выпустить фильм 21 ноября 1997 года, через неделю после переиздания в 1997 году диснеевской «Русалочки». Дисней утверждал, что давно планировался Рождественский выход домашнего видео в марте 1998 года. В дополнение к этому, Disney выпустит несколько конкурирующих семейных фильмов, включая Флаббер, Джордж из джунглей и Геркулес. Дисней отказался от рекламы «Анастасии» в программе ABC The Wonderful World of Disney и запретил своим корпоративным спонсорам транслировать видеоклипы во время их телевизионных рекламных роликов.
Комментируя жесткую конкуренцию между двумя фильмами, официальный представитель Disney Джон Драйер отмахнулся от обвинений в соперничестве со студией, заявив, что «мы всегда переиздаем наши фильмы в праздничные дни». Однако руководители Fox отказались верить заявлению Дрейера, Билл Механик ответил: «Это преднамеренная попытка… Они не могут пытаться максимизировать свой собственный бизнес; их реклама нелепа … Это усилие, чтобы не дать нашему фильму реализовать свой потенциал».

#### Маркетинг
«Анастасия» сопровождалась маркетинговой кампанией на сумму более 50 миллионов долларов с рекламными спонсорами из Burger King, Dole Food Company, Hershey, Chesebrough-Ponds, парад Дня благодарения Мэйси, Shell Oil и чемпионата США по фигурному катанию 1997 года.
Для мерчендайзинга выбраны куклы Galoob для кукол в образе Анастасии. Многие сборники рассказов, адаптированные из фильма, были выпущены Little Golden Books. В августе 1997 года в тематических парках SeaWorld в Сан-Диего и Орландо была оборудована надувная игровая площадка для детей длиной 40 футов и высотой 20 футов под названием «Королевство Анастасии».

## Приём
Обзор агрегатора сайта Rotten Tomatoes дает фильму оценку 86 % на основе 56 отзывов и средней оценки 7,1 из 10. Сайт гласит: «Красивая анимация, приветливое отношение к истории России и сильные озвучки делают Анастасию первым выигрышным фильмом от анимационных студий Fox».
Роджер Эберт из Chicago Sun-Times присудил фильму три с половиной из четырёх звезд, написав: «Результат интересный, а иногда и захватывающий». Цинциннати Enquirer описал Анастасию как «очаровательной» и «занимательной». Лиза Осборн из Boxoffice назвала фильм «чисто семейным развлечением».
Присуждение фильму трёх звезд из пяти Филиппом Томасом из Empire: «Несмотря на исторические неточности, Анастасии удаётся быть прелестным фильмом».
Несколько критиков провели положительные сравнения между «Анастасией» и современными фильмами Диснея, отметив сходство в их истории и стилях анимации: «Этот роскошный фильм явно не жалел средств на визуализацию; его оптические эффекты и внимание к деталям нацелены на золотой стандарт Диснея и, по большей части, довольно близки».

## Критика
Некоторые русские православные христиане сочли «Анастасию» оскорбительным изображением великой княжны, которая была канонизирована в качестве нового мученика в 1981 году Русской православной церковью заграницей. Многие историки критиковали фильм как «дезинфицированную, покрытую сахаром переработку истории о младшей дочери царя». В то время как создатели фильма признали тот факт, что «Анастасия использует историю только в качестве отправной точки», другие жаловались, что фильм вводит свою аудиторию в заблуждение о реальных фактах истории России.
Аналогичным образом, историк-любитель Боб Атчисон сказал, что «Анастасия» сродни тому, что снимают о том, как Анна Франк «переезжает в Орландо и открывает крокодиловую ферму с парнем по имени Морт».
Некоторые из современных родственников Анастасии также чувствовали, что фильм был неприятным, но большинство Романовых приняли «эксплуатацию романтической истории Анастасии … с невозмутимостью».

## Сборы
Ограниченный выпуск «Анастасии» в Ziegfeld театре в Нью-Йорке на выходных 14 ноября 1997 года, собрал $ 120 541. На следующей неделе массовый выпуск Анастасии в Соединенных Штатах составил 14,1 миллиона долларов (в среднем около 5 692 долларов из 2 478 кинотеатров), что поставило её на второе место за выходные 21—23 ноября 1997 года. К концу своего представления Анастасия собрала 58,4 миллиона долларов в кассах Северной Америки и 81,4 миллиона долларов в международном масштабе.
Мировой валовой сбор составил около 139,8 млн долларов, что делает его самым кассовым фильмом Дона Блута на сегодняшний день. Это был первый финансово успешный фильм Дона Блута после «Все псы попадают в рай».

## Награды
«Анастасия» получила премию Ассоциации кинокритиков за лучший фильм, за лучший семейный фильм и была номинирована на 7 других, в том числе на две премии «Оскар» в категориях «Лучшая музыка к музыкальному или комедийному фильму» (уступила «Мужскому стриптизу») и «Лучшая песня» за трек «Путешествие в прошлое» (уступила «My Heart Will Go On» из «Титаника»). R&B певица Алия исполнила свою версию «Путешествие в прошлое» на 70-й церемонии вручения премии Оскар.
| Награды                                    | Награды           | Награды                                                                               | Награды                                                                                    | Награды   |
| Награда                                    | Дата церемонии    | Категория                                                                             | Получатели и номинанты                                                                     | Результат |
| ------------------------------------------ | ----------------- | ------------------------------------------------------------------------------------- | ------------------------------------------------------------------------------------------ | --------- |
| Киноакадемия (Оскар)                       | 23 марта 1998 г.  | Лучшая песня                                                                          | «Путешествие в прошлое» Музыка Стивена Флаэрти, слова Линн Аренс                           | Номинация |
| Киноакадемия (Оскар)                       | 23 марта 1998 г.  | Лучшая музыка к музыкальному или комедийному фильму                                   | Линн Аренс, Стивен Флаэрти и Дэвид Ньюман                                                  | Номинация |
| Энни                                       | 13 ноября 1998 г. | Лучший анимационный фильм                                                             | Анастасия Двадцатый век Фокс, Fox Animation Studios                                        | Номинация |
| Энни                                       | 13 ноября 1998 г. | Выдающееся индивидуальное достижение для анимации эффектов                            | Питер Мэтисон                                                                              | Номинация |
| Энни                                       | 13 ноября 1998 г. | Выдающееся индивидуальное достижение в режиссуре анимационных фильмов                 | Дон Блют и Гари Голдман                                                                    | Номинация |
| Энни                                       | 13 ноября 1998 г. | Выдающиеся индивидуальные достижения в музыке в производстве анимации                 | Линн Аренс, Стивен Флаэрти и Дэвид Ньюман                                                  | Номинация |
| Энни                                       | 13 ноября 1998 г. | Выдающиеся индивидуальные достижения в производстве анимационных фильмов              | Дон Блют и Гари Голдман                                                                    | Номинация |
| Энни                                       | 13 ноября 1998 г. | Выдающееся индивидуальное достижение в озвучке актрисы в анимационной постановке      | Анжела Лансбери. За озвучку вдовствующей императрицы Марии Федоровны.                      | Номинация |
| Энни                                       | 13 ноября 1998 г. | Выдающееся индивидуальное достижение в озвучке актрисы в анимационной постановке      | Мег Райан За озвучку Анастасии.                                                            | Номинация |
| Энни                                       | 13 ноября 1998 г. | Выдающееся индивидуальное достижение в озвучке актёра-мужчины в производстве анимации | Хэнк Азария Для озвучку Бартока.                                                           | Победа    |
| Энни                                       | 13 ноября 1998 г. | Выдающееся индивидуальное достижение для написания в анимации                         | Адаптация анимации: Эрик Тучман Сценарий: Сьюзен Готье, Брюс Грэм, Нони Уайт и Боб Цудикер | Номинация |
| Blockbuster Entertainment Awards           | 10 марта 1998 г.  | Любимый анимационный семейный фильм                                                   |                                                                                            | Победа    |
| Премия Ассоциации вещательных кинокритиков | 20 января 1998 г. | Лучший семейный фильм                                                                 |                                                                                            | Победа    |
| Золотой глобус                             | 18 января 1998 г. | Лучшая песня                                                                          | «Путешествие в прошлое» Музыка Стивена Флаэрти, слова Линн Аренс                           | Номинация |
| Золотой глобус                             | 18 января 1998 г. | Лучшая песня                                                                          | «Однажды в декабре» Музыка Стивена Флаэрти, слова Линн Аренс                               | Номинация |

## Прочее
Как и в большинстве зарубежных фильмов, в «Анастасии» наблюдается путаница с русскими именами. Друга Дмитрия зовут Владимир, но некоторые персонажи зовут его Влад, что является производным от Владислава. С Анастасией ситуация схожа. Многие называют её Аней, хотя логично что это имя не производное от Анастасии. В русском дубляже в этом плане поступили довольно странно. В большинстве своем неправильное обращение героев друг к другу оставили, но например в музыкальной партии Распутина это исправили. В англоязычной версии в одном из куплетов можно услышать как он поет «Da Svidanya, Anya, your grace, farewell!» в то время как в русском дубляже это звучит как «До свиданья, Настя, твой час настал!».